# Opisthoxia
Opisthoxia är ett släkte av fjärilar. Opisthoxia ingår i familjen mätare.

## Bildgalleri

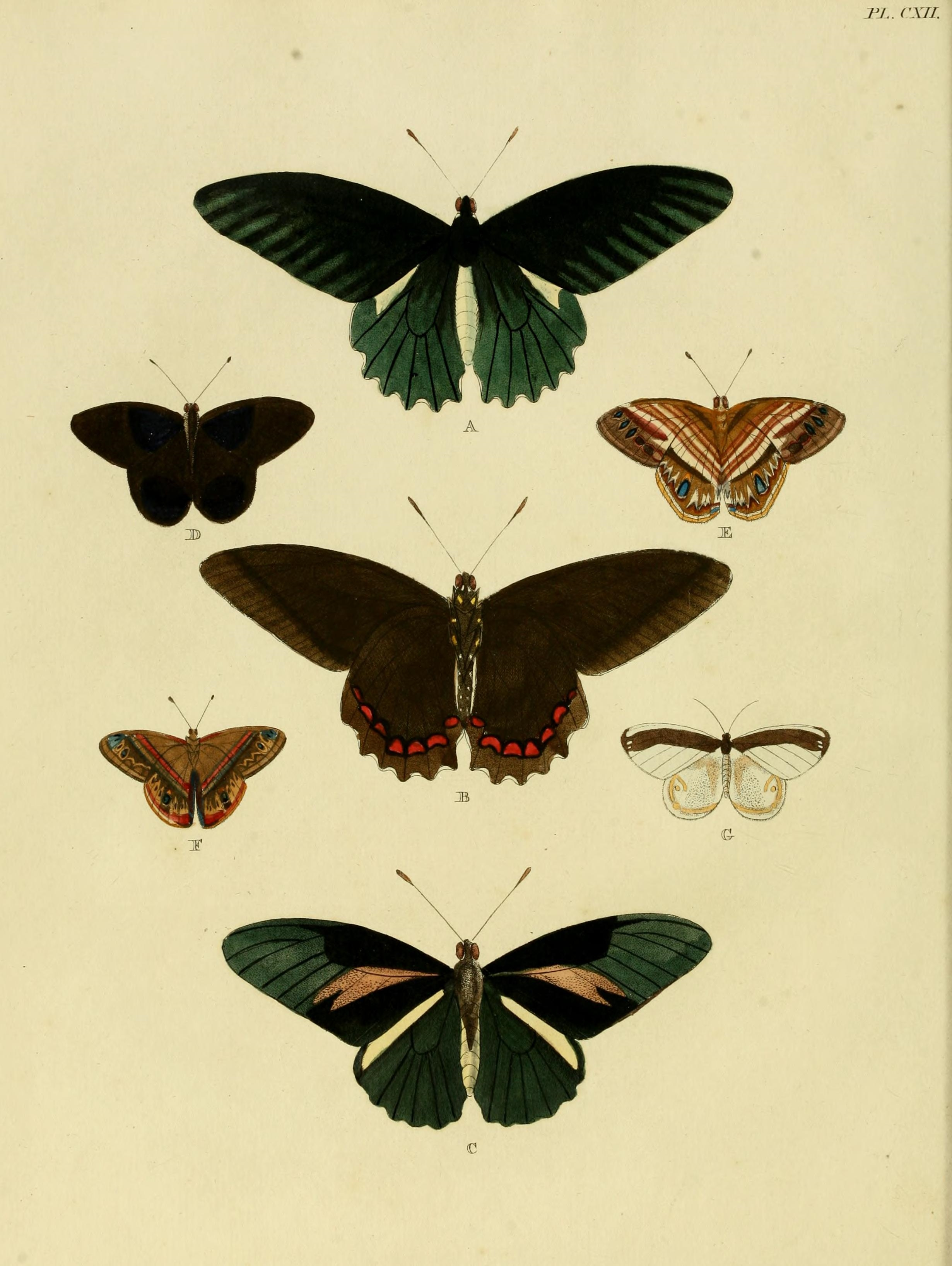

## Dottertaxa tillOpisthoxia, i alfabetisk ordning[1]
- Opisthoxia albanaria
- Opisthoxia alectaria
- Opisthoxia amabilaria
- Opisthoxia amabiliata
- Opisthoxia amabilis
- Opisthoxia amphiaria
- Opisthoxia amphisaria
- Opisthoxia amphistrataria
- Opisthoxia archidiaria
- Opisthoxia argenticincta
- Opisthoxia asopis
- Opisthoxia aspledon
- Opisthoxia aurelia
- Opisthoxia bella
- Opisthoxia bellaoides
- Opisthoxia bimaculata
- Opisthoxia bolivari
- Opisthoxia bracteata
- Opisthoxia branickiaria
- Opisthoxia cabima
- Opisthoxia cassandra
- Opisthoxia casta
- Opisthoxia caudata
- Opisthoxia ceres
- Opisthoxia chouyi
- Opisthoxia claudiaria
- Opisthoxia cluana
- Opisthoxia columbaria
- Opisthoxia compta
- Opisthoxia conjuncta
- Opisthoxia consequa
- Opisthoxia contrariata
- Opisthoxia corinnaria
- Opisthoxia corinnoides
- Opisthoxia crepuscularia
- Opisthoxia croceata
- Opisthoxia croesaria
- Opisthoxia curvilinea
- Opisthoxia danaeata
- Opisthoxia descimoni
- Opisthoxia dora
- Opisthoxia elysiata
- Opisthoxia epichrysops
- Opisthoxia erionia
- Opisthoxia eusiraria
- Opisthoxia eustyocharia
- Opisthoxia farantes
- Opisthoxia fasciata
- Opisthoxia formosantata
- Opisthoxia formosante
- Opisthoxia fosteri
- Opisthoxia geryon
- Opisthoxia gloriosa
- Opisthoxia griseolimitata
- Opisthoxia haemon
- Opisthoxia halala
- Opisthoxia humilis
- Opisthoxia hybridata
- Opisthoxia integra
- Opisthoxia interrupta
- Opisthoxia laticlava
- Opisthoxia leucophis
- Opisthoxia limboguttata
- Opisthoxia lineata
- Opisthoxia lucilla
- Opisthoxia lyllaria
- Opisthoxia lyonetaria
- Opisthoxia metargyria
- Opisthoxia miletia
- Opisthoxia molpadia
- Opisthoxia monanaria
- Opisthoxia ockendeni
- Opisthoxia olivenzaria
- Opisthoxia omphale
- Opisthoxia orbata
- Opisthoxia orion
- Opisthoxia ornata
- Opisthoxia pamphilaria
- Opisthoxia paularia
- Opisthoxia pepita
- Opisthoxia phrynearia
- Opisthoxia picta
- Opisthoxia praeamabilis
- Opisthoxia projecta
- Opisthoxia quadrifilata
- Opisthoxia salubaea
- Opisthoxia sardes
- Opisthoxia saturaria
- Opisthoxia saturniaria
- Opisthoxia subalba
- Opisthoxia superamabilis
- Opisthoxia transversata
- Opisthoxia trimaculata
- Opisthoxia uncinata
- Opisthoxia vigilans
- Opisthoxia virginalis
- Opisthoxia vitenaria